# Farley (Kalifornia)
Farley – obszar niemunicypalny w Mendocino County, w Kalifornii (Stany Zjednoczone), na wysokości 327 m. Znajduje się 8,4 km na północny wschód od Longvale.